# Bundesstraße 10
Pour les articles homonymes, voir B10 et Route 10.
La Bundesstraße 10 (abrégé en B 10) est une Bundesstraße reliant Eppelborn à Augsbourg, en passant par Deux-Ponts, Karlsruhe et Stuttgart.

## Localités traversées
- Eppelborn
- Deux-Ponts
- Pirmasens
- Hinterweidenthal
- Annweiler am Trifels
- Landau in der Pfalz
- Karlsruhe
- Durlach
- Pforzheim
- Mühlacker
- Illingen
- Vaihingen-sur-l'Enz
- Stuttgart
- Esslingen am Neckar
- Plochingen
- Uhingen
- Göppingen
- Eislingen/Fils
- Süßen
- Geislingen an der Steige
- Ulm
- Neu-Ulm
- Leipheim
- Guntzbourg
- Burgau
- Zusmarshausen
- Augsbourg